# Fieberbrunn
Fieberbrunn ist eine Marktgemeinde mit 4591 Einwohnern (Stand 1. Jänner 2024) in Tirol. Die Gemeinde liegt im Gerichtsbezirk Kitzbühel.

## Geografie
Die Marktgemeinde Fieberbrunn liegt im Pillerseetal an der Fieberbrunner Ache zwischen den Kitzbüheler Alpen im Süden und westlichen Ausläufern der Leoganger Steinberge.

### Gemeindegliederung
| Katastralgemeinden      | Ortschaften in der Gemeinde |
| ----------------------- | --- |
| Fieberbrunn (76,33 km²) | Fieberbrunn (M) Am Berg (R) Bärfeld (ZH) Buchau (D) Enterpfarr (ZH) Granbach (W) Gruberau (R) Grünbichl (R) Lärchfilzkogel (ZH) Lauchseeweg (R) Lehmgrube (D) Lindau (D) Mittermoos (Sdlg) Pfaffenschwendt (D) Pletzergraben (ZH) Reith (R) Rosenegg (D) Rotache (R) Schloßberg (Sdlg) Schönau-Pertrach (R) Schwefelbad (Sdlg) Trixlegg (ZH) Vornbichl (R) Walchau (Sdlg) Wall (R) Weißach (ZH) |
| Legende                 | |

| In der Spalte Katastralgemeinden sind sämtliche Katastralgemeinden einer Gemeinde angeführt. In der Klammer ist die jeweilige Fläche in km² angegeben. |
| In der Spalte Ortschaften sind sämtliche von der Statistik Austria erfassten Siedlungen, die auch eine eigene Ortschaftskennziffer aufweisen, angeführt. In der Hierarchieebene derselben Spalte, rechts eingerückt, werden nur Ansiedlungen, die mindestens aus mehreren Häusern bestehen, dargestellt. Die wichtigsten der verwendeten Abkürzungen sind: - M = Hauptort der Gemeinde - Stt = Stadtteil - R = Rotte - W = Weiler - D = Dorf - ZH = Zerstreute Häuser - Sdlg = Siedlung - Hgr = Häusergruppe - E = Einzelgehöft (nur wenn sie eine eigene Ortschaftskennziffer haben) Die komplette Liste der Statistik Austria ist in: Topographische Siedlungskennzeichnung nach STAT Zu beachten ist, dass manche Orte unterschiedliche Schreibweisen haben können. So können sich Katastralgemeinden anders schreiben als gleichnamige Ortschaften bzw. Gemeinden. Quelle: Statistik Austria – |

### Nachbargemeinden
|                                | St. Jakob in Haus St. Ulrich am Pillersee   |            |
| St. Johann in Tirol            | Kompassrose, die auf Nachbargemeinden zeigt | Hochfilzen |
| Kitzbühel Aurach bei Kitzbühel | Saalbach-Hinterglemm                        | Leogang    |

## Geschichte
Über den Zeitpunkt der ersten Besiedelung des Ortes ist nichts bekannt. Es wird angenommen, dass bereits vor der Römerzeit Bergbau betrieben wurde. Die erste urkundliche Erwähnung geht auf das Jahr 1156 als „Pramau“ zurück.
Fieberbrunn gehörte einst zur Hofmark Pillersee vom Kloster Rott, welches in Tirol erhebliche Besitztümer hatte.
Im 16. Jahrhundert erlebte der Ort seine Blütezeit, als der Bergbau am Gebra (2057 Meter) und in den Rettenwandauen oberhalb des heutigen Lauchsees intensiviert wurde. Das gewonnene Eisen wurde bis 1908 zum damals weltbekannten Pillerseestahl verarbeitet, der einen Eisen-Feingehalt von mehr als 35 % aufwies und im Weiler Rosenegg verhüttet wurde.
1641 werden im Ortsgebiet fünf Gruben und elf Neuschürfe erwähnt. Einen Angelpunkt im Bergbau und Hüttenwesen stellte die Augsburger Familie Rosenberg von Rosenegg dar, welche sich in Fieberbrunn niedergelassen hatte. Sie ließen die Ansitze Altroseneck und Neuroseneck (heute Neu-Rosenegg) errichten.
Im September 1937 fiel die Hausfrau Katharina Neuner in der Nähe von Fieberbrunn einem Raubmord zum Opfer, bei dem der Täter lediglich einen Rucksack voll Preiselbeeren erbeutete. Der aus St. Johann in Tirol stammende Täter wurde bald darauf verhaftet, zum Tode verurteilt und am 9. Februar 1938 im Landesgericht Innsbruck hingerichtet.
Nachdem der Bergbau und das Hüttenwesen 1908 ein Ende gefunden hatte, wurde nach dem Zweiten Weltkrieg wieder Industrie in Fieberbrunn angesiedelt.

### Namensherkunft

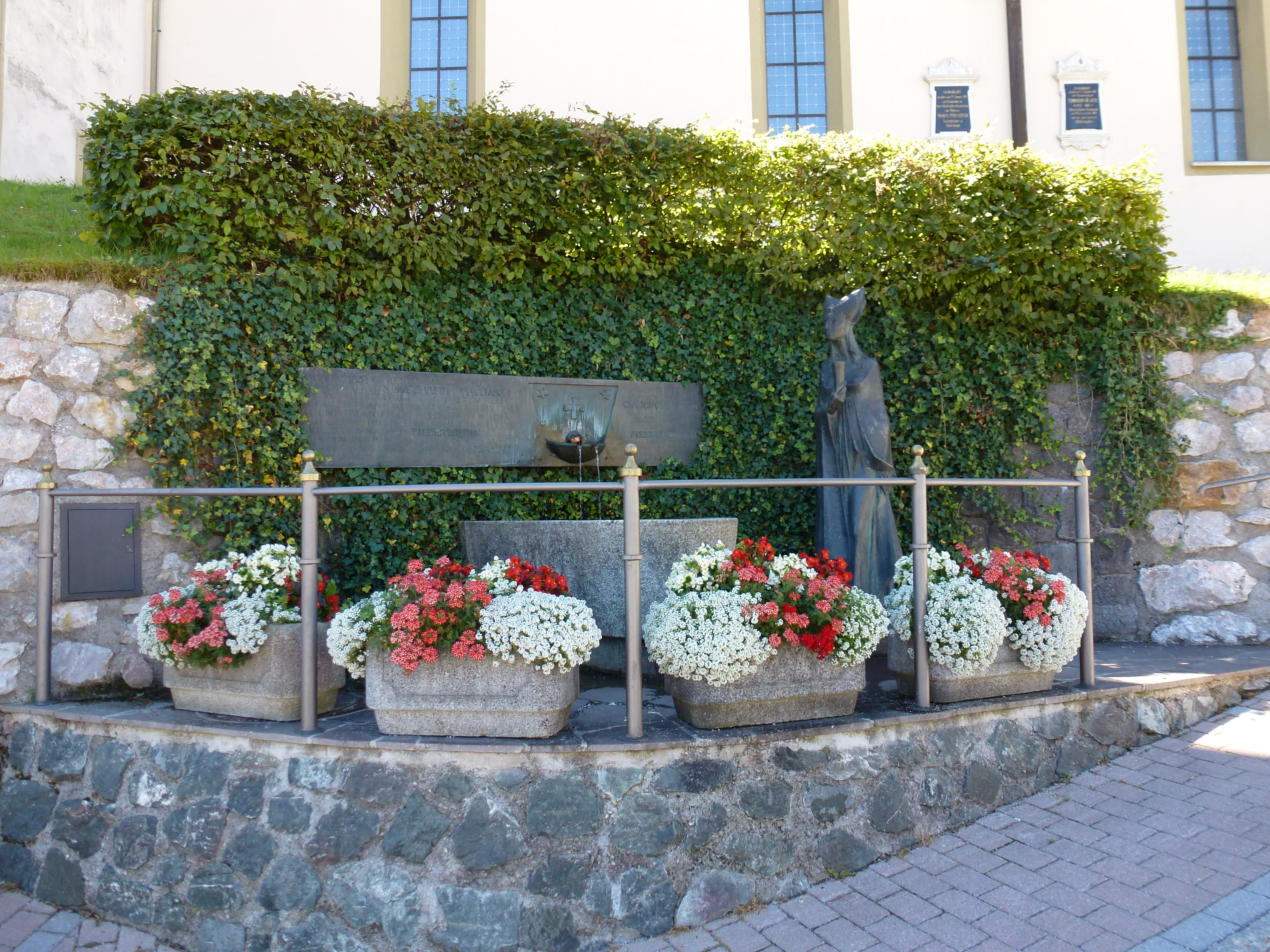
Fieberbrunnen mit Statue der Margarete Maultasch (1971) an der Stelle der alten Heilquelle

Laut der Legende litt die Tiroler Landesfürstin Margarete Maultasch an Fieber und wurde geheilt, als sie vom Wasser der Schwefelquelle am Brunnen unterhalb der jetzigen Kirche trank. Seit dieser Zeit heißt dieser Brunnen „Fieberbrunnen“ und ist Namensgeber des Ortes, der früher Pramau hieß.
1632 wurde Claudia von Medici der Legende nach ebenfalls durch den Genuss des Quellwassers geheilt.

### Bevölkerungsentwicklung
EinwohnerJahr150020002500300035004000450050001860189019201950198020102040EinwohnerEinwohnerentwicklung von Fieberbrunn

## Kultur und Sehenswürdigkeiten

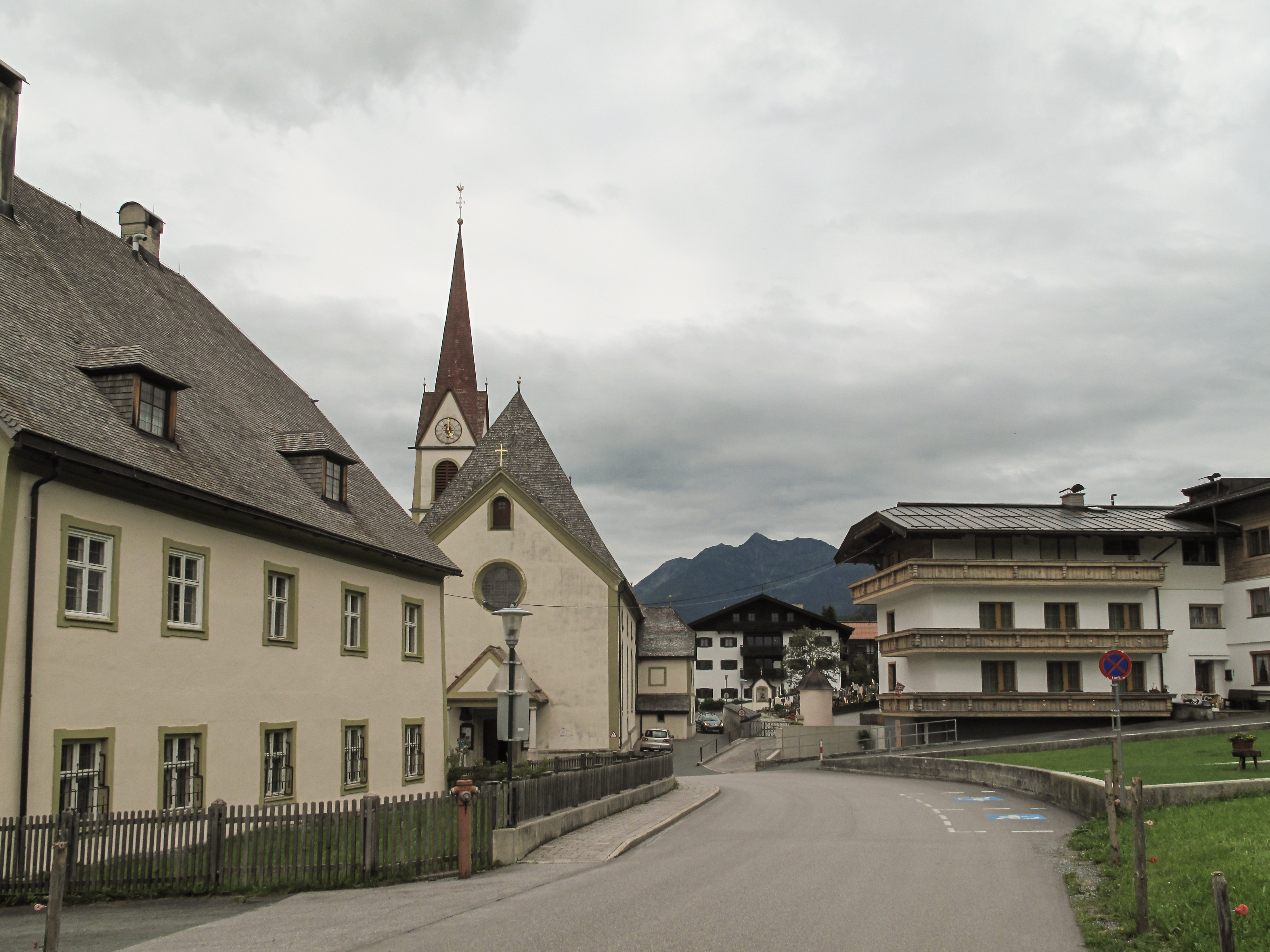
Pfarrkirche Fieberbrunn

- Katholische Pfarrkirche hll. Primus und Felizian

## Wirtschaft und Infrastruktur
Fieberbrunn ist ein Fremdenverkehrsort, der größte der Tourismusregion Pillerseetal mit Sommer- als auch Wintersaison.

### Tourismus

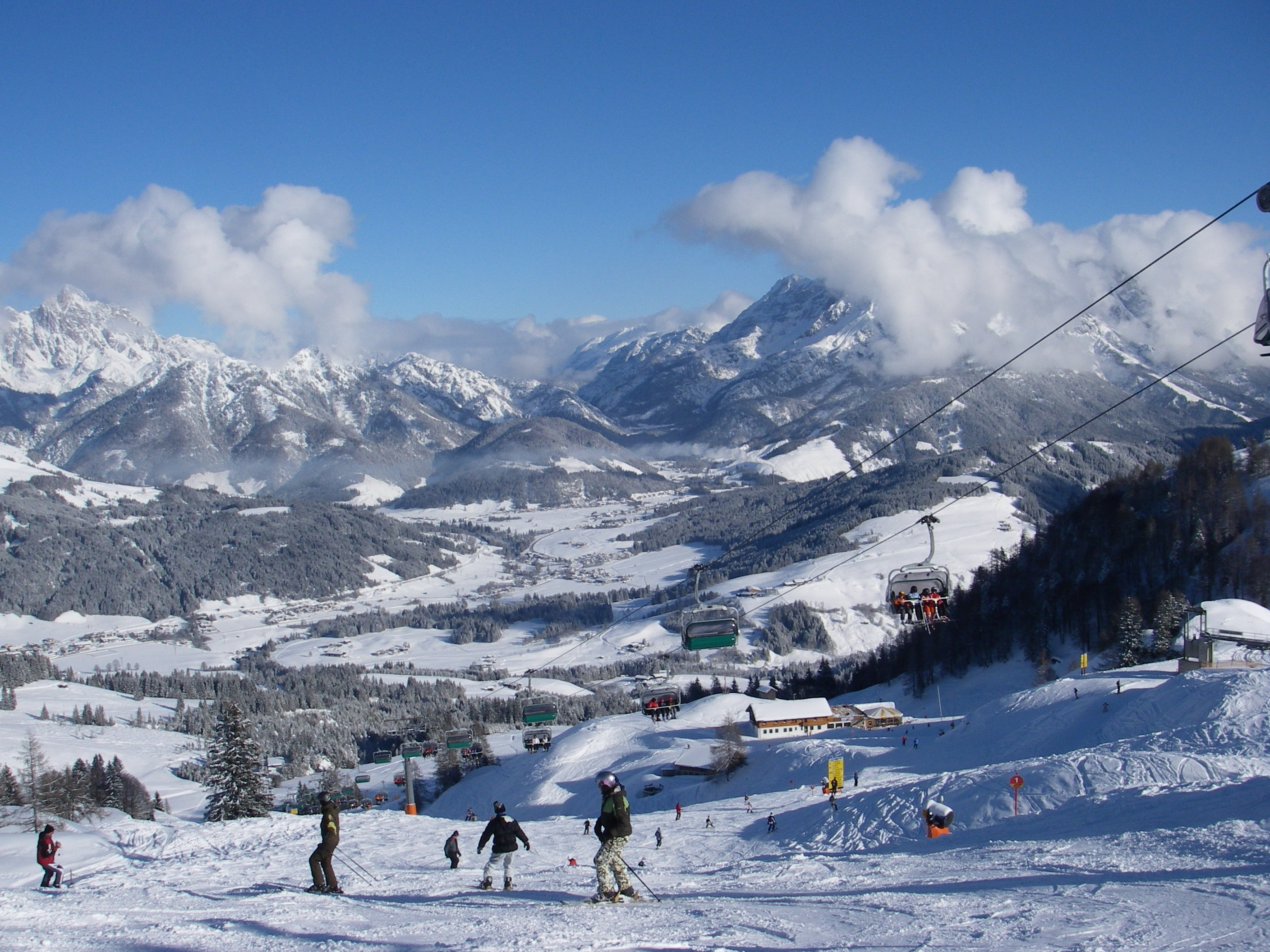
Schigebiet Fieberbrunn

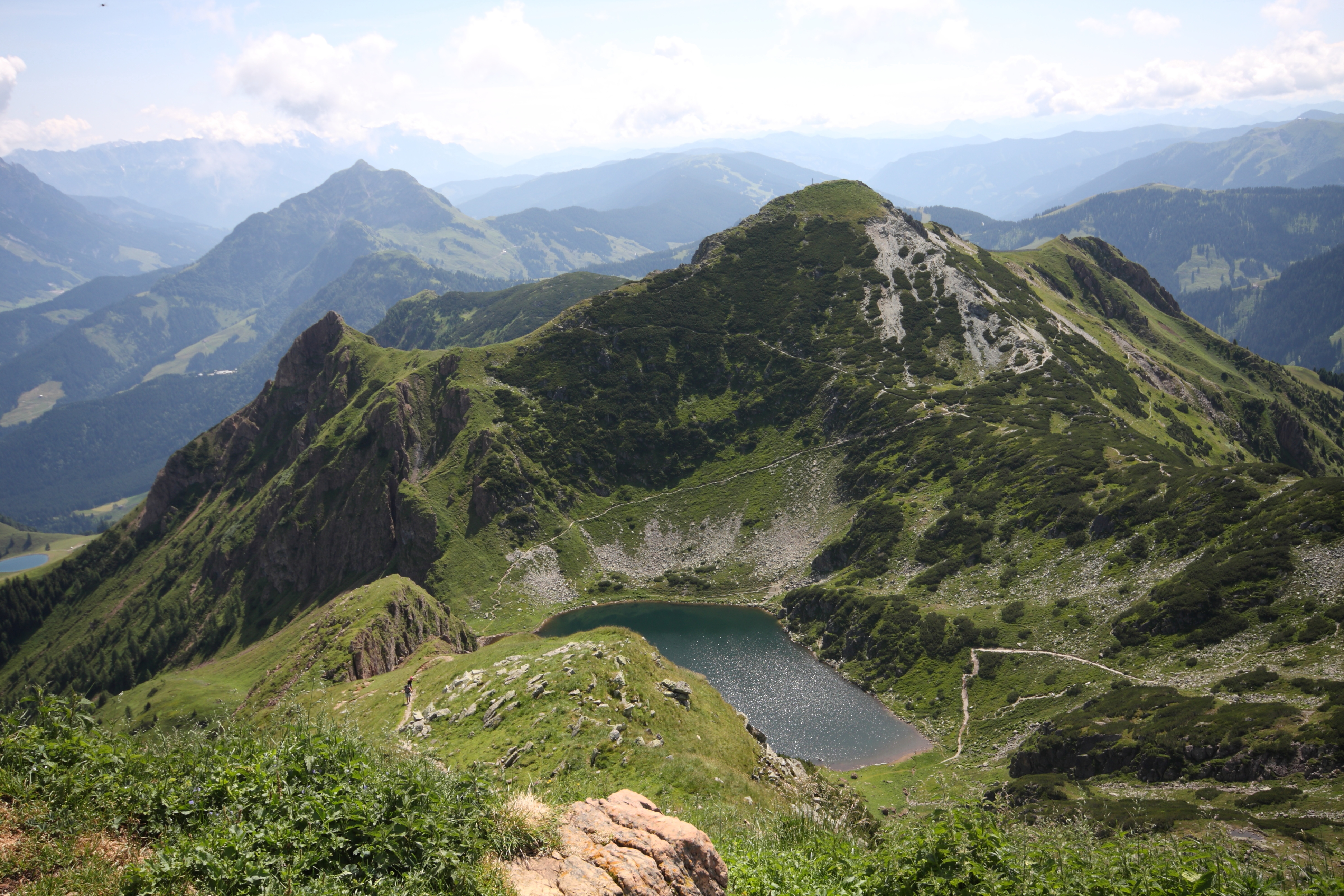
Wildsee

Fieberbrunn ist aufgrund seiner Schneesicherheit ein beliebter Wintersportort. Im Dezember 2015 haben sich die Bergbahnen Fieberbrunn mit dem Skicircus Saalbach-Hinterglemm/Leogang zusammengeschlossen. Der Skicircus Saalbach-Hinterglemm/Leogang/Fieberbrunn umfasst 70 Liftanlagen, davon 27 Gondelbahnen, 22 Sessellifte und 21 Schlepp- bzw. Übungslifte. Die Förderleistung Anlagen beträgt im Winter 126.000 Personen pro Stunde. Die insgesamt 270 Pistenkilometer unterteilen sich in 140 km blaue, 110 km rote und 20 Kilometer schwarze Pisten. Das Skigebiet ist besonders bekannt für sein Freeride-Angebot, das international Beachtung findet. Der alljährliche Stopp der Swatch Freeride World Tour in Fieberbrunn ist der Höhepunkt der hiesigen Freeride-Saison.
Neben dem Skifahren steht den Gästen ein 27 Kilometer langes Loipennetz zur Verfügung.
Für den Sommertourismus ist der Lauchsee von Bedeutung. Des Weiteren gibt es 150 km Wanderwege sowie ausgeschilderte Mountainbikestrecken. Eine weitere Attraktion ist der Wildsee auf 1847 m Höhe sowie der anspruchsvollste Bergmarathon Österreichs Kitz Alps Trail mit Start und Ziel in Fieberbrunn.

### Unternehmen
- Im Jahr 1947 wurde von der Familie Broschek – darunter auch Otto Broschek, dem ehemaligen Leiter der Wiener Hafenverwaltung, die Firma „Gebro Pharma“ gegründet und seitdem immer wieder erweitert.
- Rückkehrzentrum Bürglkopf
- Bergbahnen Fieberbrunn GmbH

### Verkehr
Fieberbrunn liegt an der Hochkönigstraße und an der Salzburg-Tiroler-Bahn. Der Bahnhof Fieberbrunn wird von der S-Bahn Tirol, von Regional(express)zügen und einzelnen InterCity-Zügen bedient. Eine weitere Haltestelle befindet sich in Pfaffenschwendt.

## Politik

### Gemeinderat
Die Gemeinderat hat insgesamt 17 Mitglieder.
- Mit den Gemeinderats- und Bürgermeisterwahlen in Tirol 1998 hatte der Gemeinderat folgende Verteilung: 9 Liste Fieberbrunn, 3 Alt und Jung für Fieberbrunn, 3 SPÖ–Gemeinsam für Fieberbrunn, 2 Pfaffenschwendt mit Raimund Perwein und 1 Unabhängige und Freiheitliche Gemeinsam für Fieberbrunn [1]
- Mit den Gemeinderats- und Bürgermeisterwahlen in Tirol 2004 hatte der Gemeinderat folgende Verteilung: 8 Liste Fieberbrunn, 3 Alt und Jung für Fieberbrunn, 3 SPÖ–Gemeinsam für Fieberbrunn, 2 Pfaffenschwendt mit Raimund Perwein und 1 Grüne.[2]
- Mit den Gemeinderats- und Bürgermeisterwahlen in Tirol 2010 hatte der Gemeinderat folgende Verteilung: 9 Liste Fieberbrunn, 3 JUFI–Junge Fieberbrunner, 2 Pfaffenschwendt-Dorf-Rosenegg, 2 SPÖ–Gemeinsam für Fieberbrunn und 1 ÖVP-Heimatliste.[3]
- Mit den Gemeinderats- und Bürgermeisterwahlen in Tirol 2016 hatte der Gemeinderat folgende Verteilung: 9 Liste Fieberbrunn, 4 JUFI–Junge Fieberbrunner, 3 Gemeinsam für Fieberbrunn und 1 FPÖ.[4]
- Mit den Gemeinderats- und Bürgermeisterwahlen in Tirol 2022 hat der Gemeinderat folgende Verteilung: 5 Die GRÜNEN Fieberbrunn, 5 Liste Fieberbrunn, 5 Wir für Fieberbrunn - Bürgerliste für ALLE - JUFI, 2 Gemeinsam für Fieberbrunn . [5]

### Bürgermeister
- 1884–1887 Rupert Rettenwander
- 1887–1890 Johann Foidl
- 1890–1893 Bartlmä Foidl
- 1893–1896 Johann Schwaiger
- 1896–1899 Bartlmä Dersch
- 1899–1902 Josef Obwaller
- 1902–1905 Bartlmä Dersch
- 1905–1908 Leonhard Kapeller
- 1908–1911 Michael Schwaiger
- 1911–1914 Stefan Bachler
- 1914–1919 Christian Schwaiger
- 1919–1922 Leonhard Huetz
- 1922–1925 Johann Trixl
- 1925–1928 Stefan Foidl
- 1928–1931 Bartlmä Dersch
- 1931–1935 Leonhard Huetz
- 1935–1939 Bartlmä Dersch
- 1939–1945 Franz Gruner
- 1945–1946 Stefan Foidl
- 1946–1956 Karl Pranzl
- 1956–1968 Leonhard Kapeller
- 1968–1971 Alois Siorpaes
- 1971–1974 Stefan Hinterholzer
- 1974–1989 Alois Siorpaes
- 1989–2015 Herbert Grander (Liste Fieberbrunn)
- seit 2015 Walter Astner (Liste Fieberbrunn)

### Wappen
Blasonierung: In Rot ein zweistrahliger silberner Brunnen mit zwei goldenen sechszackigen Sternen und einem goldenen Kreuz in der Mitte im Schildhaupt.
Das Gemeindewappen, das schon vorher in Verwendung war, wurde 1973 von der Landesregierung verliehen. Es verweist mit dem Brunnen als redendes Wappen auf den Gemeindenamen.

## Persönlichkeiten

### Söhne und Töchter der Gemeinde
- Christian Blattl der Jüngere (1805–1865), Volksliederdichter
- Friedrich Leithe (1828–1896), Bibliothekar
- Hans Reinecker (* 1947), Psychologe
- Nick Neururer (1952–2016), Sportjournalist, Fußballspielerberater und -vermittler, Fußball-Scout
- Josef Hofer (* 1955), Cellist
- Manfred Perterer (* 1960), Chefredakteur

### Mit der Gemeinde verbundene Persönlichkeiten
- Christian Blattl der Ältere (1776–1856), Tiroler Freiheitskämpfer
- Otto Broschek (1902–1978), Unternehmer
- Bernhard Ernst (1961–2012), Unternehmensberater und Politiker
- Manuel Feller (* 1992), Skirennläufer
- Anton Jirku (1885–1972), Alttestamentler und Religionswissenschaftler
- Dominik Landertinger (* 1988), Biathlet
- Andreas Widhölzl (* 1976), ehemaliger österreichischer Skispringer, Weltmeister und Olympiasieger

## Trivia
1998 fanden in Fieberbrunn die Snowboard-Europameisterschaften der ISF statt. Für diesen Anlass wurde die Nu-Metal-Band Guano Apes beauftragt, den Song Lords of the Boards zu schreiben. Das Musikvideo zu diesem Lied wurde in Fieberbrunn gedreht.